# Theaterhaus Rudi

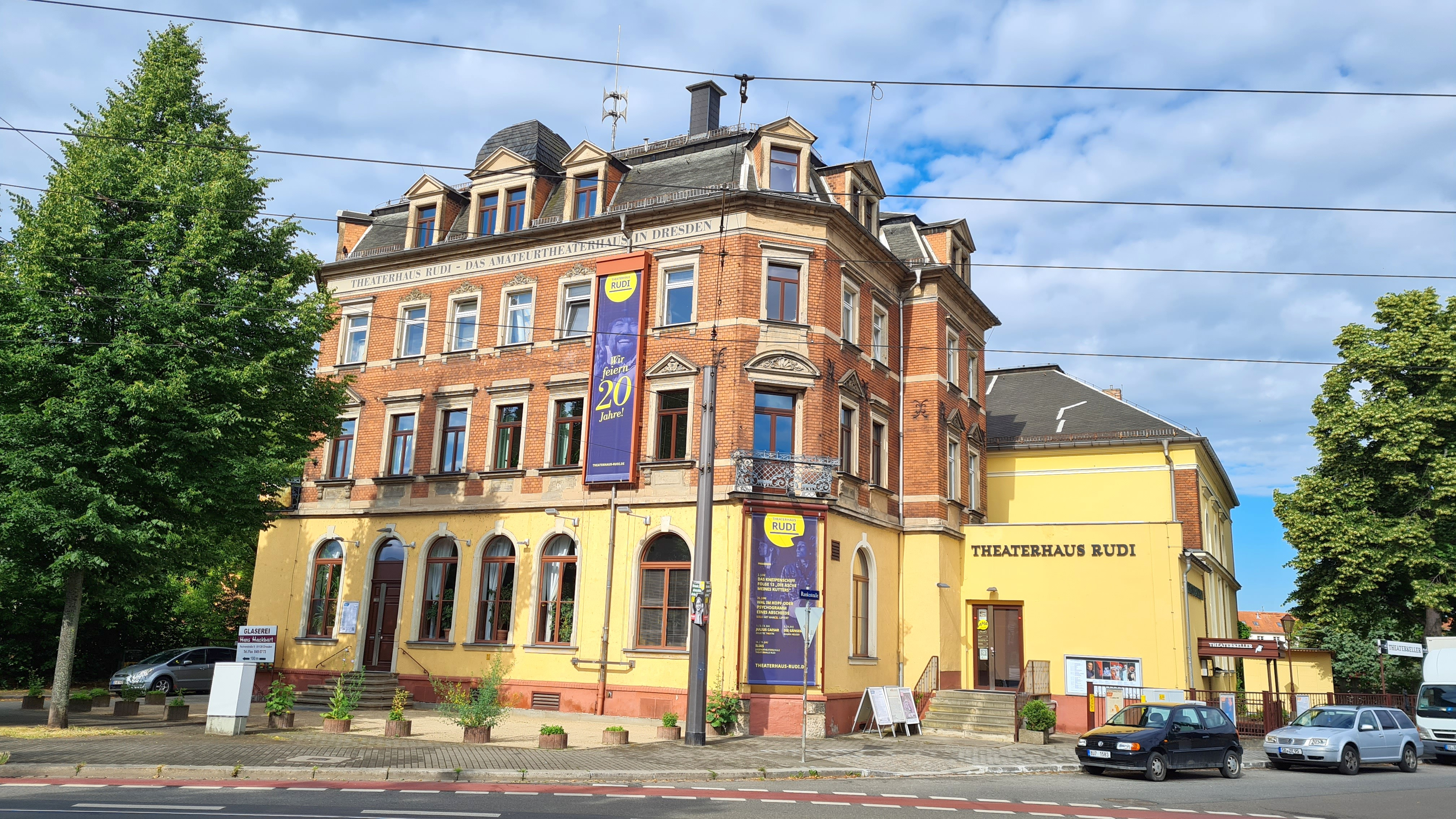
Theaterhaus Rudi, Ansicht von der Leipziger Straße

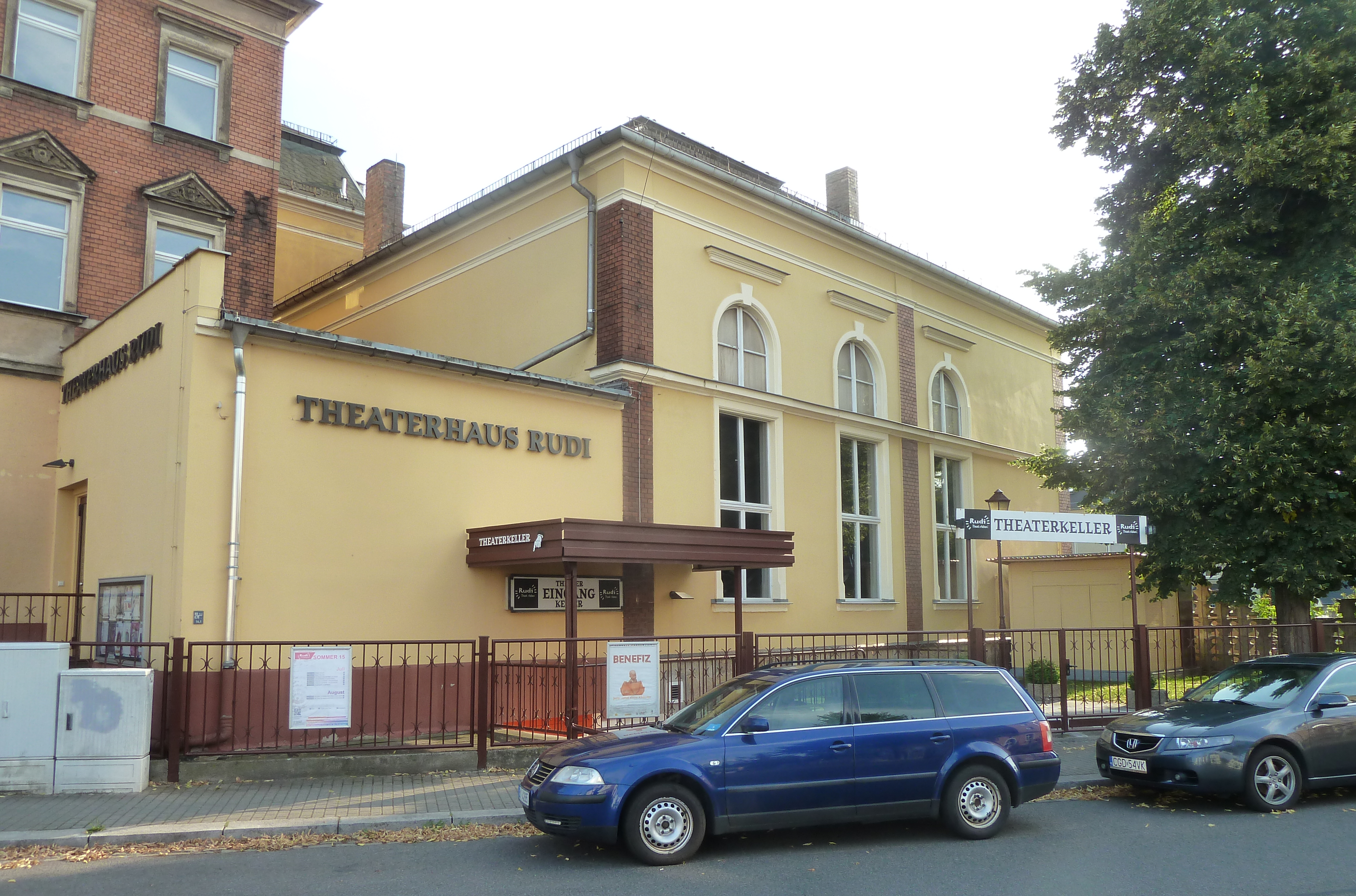
Eingang in den Theaterkeller an der Rankestraße

Das Theaterhaus Rudi ist eine Amateurtheaterstätte in Dresden. Das denkmalgeschützte Gebäude steht im nordwestlichen Stadtteil Kaditz an einer Biegung der Leipziger Straße zwischen der Fechner- und der Rankestraße.
Es stehen vier Spielstätten zur Verfügung, neben dem Theatersaal sind dies der Theaterkeller, das Theater unterm Dach und die gelegentlich genutzte Theaterkneipe.

## Geschichte
Der vormalige Mühlenbesitzer Karl Friedrich Trentzsch aus Trachau ließ sich ab 1872 etwa 350 Meter westlich des Trachauer Dorfkerns eine Gastwirtschaft erbauen, die im März 1874 als Feldschlößchen eröffnete. Ein Vierteljahrhundert später erfolgte an dieser Stelle ein Neubau eines Tanz- und Vergnügungslokals mit angebautem Saal nach Plänen von Carl Käfer. Aufgrund der steigenden Popularität von Kinos wurde dort nach dem Ersten Weltkrieg ein Lichtspielhaus mit rund 300 Plätzen eingerichtet.
Nach dem Zweiten Weltkrieg wurde die Gaststätte im Erdgeschoss weiterbetrieben, in der Zeit der Wohnungsnot waren darüber mehrere Familien einquartiert. Der Saal wurde als Lager benutzt und auch die SED-Kreisleitung nutzte zeitweilig das Gebäude. Das als Jugendclubhaus „Rudi Arndt“ bezeichnete Tanzlokal war Ende der fünfziger Jahre ein bekannter Jugendtreff.
Nach der Sanierung durch die Stadt Dresden, die 1976 das Haus erwarb, wurde es im November 1981 wiedereröffnet. In der Kellerdisco traten national bekannte Rockbands auf, später gab es wiederholt Schlägereien, die dem Haus den Beinamen „blutiger Rudi“ einbrachten.
Nach der Wende gab es vorübergehend den Freizeitclub „Twenty Five“ im Haus; das ursprünglich Löbtauer „Theater 50“ bespielte Mitte der Neunziger den großen Saal sowie den im Keller. Seit 1997 trägt das Haus an der Fechnerstraße 2a seinen heutigen Namen.